# Giusto Fontanini
Pour les articles homonymes, voir Fontanini.
Giusto Fontanini, né à San Daniele (Frioul) en 1666 et mort en 1736, est un écrivain italien. Il étudie à Rome la langue grecque et la paléographie et y est élève de Raffaello Fabretti. En 1700, il publie une défense de l’Aminta du Tasse. Il est nommé par Clément XI professeur d'éloquence à l'université La Sapienza de Rome et cultive alors avec succès l'histoire ecclésiastique dont il se sert pour défendre avec ardeur les intérêts du Saint-Siège. Il prononce ainsi L'Utilité et la dignité des belles-lettres qui le rend célèbre. Il en est récompensé par de riches bénéfices. Tombé en disgrâce, il est réintégré par Benoît XIII qui le nomme archevêque d'Ancyre (de) et chanoine de Sainte-Marie Majeure. Disgracié de nouveau par Clément XII, il se retire et se concentre alors sur ses écrits. Il défend alors avec ardeur Jean Mabillon et meurt pendant qu'il terminait une Histoire des savants du Frioul.

## Biographie

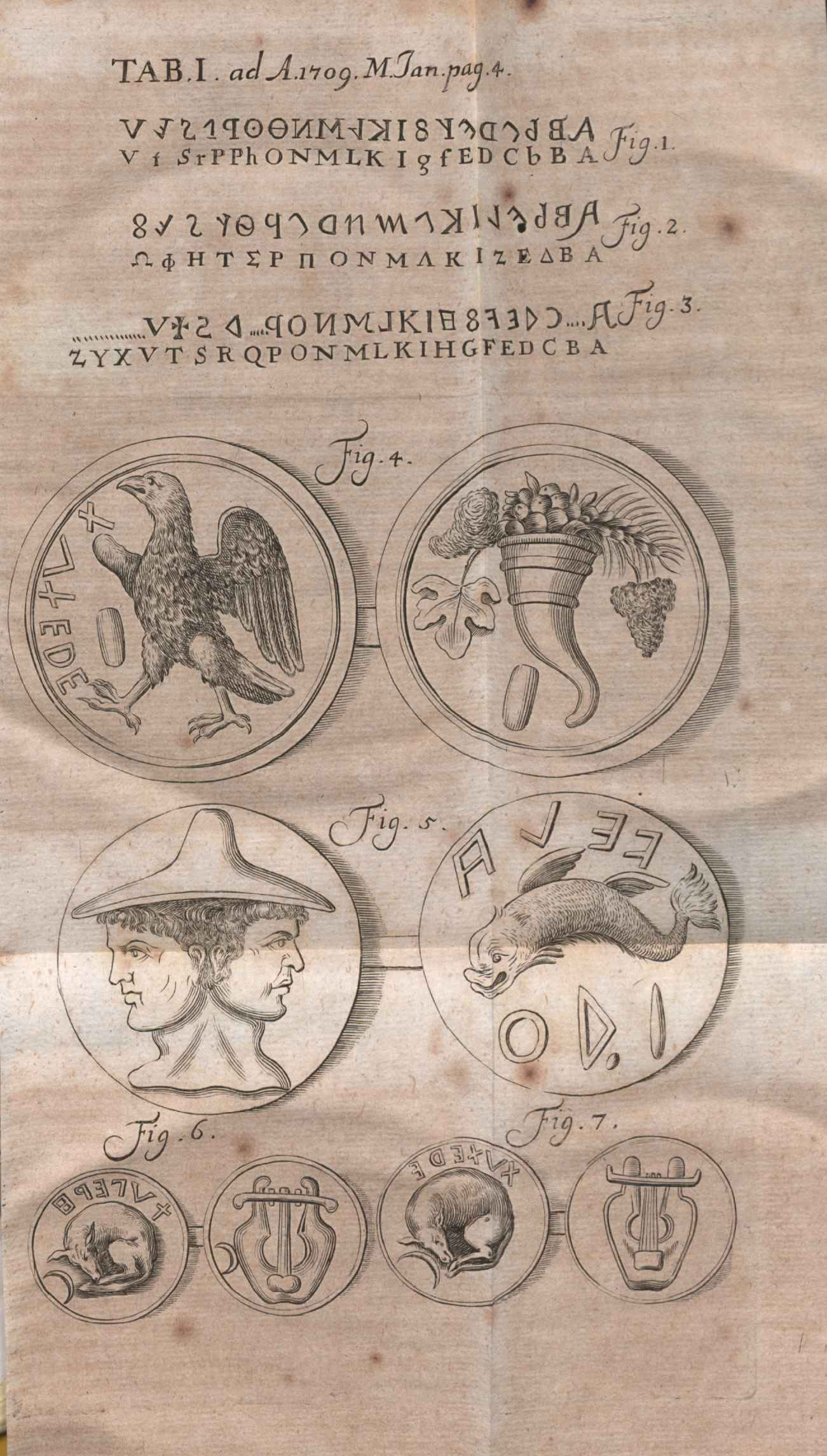
Illustration pour la revue de Justi Fontanini Forojuliensis De antiquitatibus Hortæ coloniæ Etruscorum libri duo, publiée dans Acta Eruditorum, 1709.

Giusto Fontanini naquit le 30 octobre 1666 à San Daniele, l’une des principales villes du Frioul. Il commença ses études à Goritz chez les jésuites ; s’étant ensuite décidé à entrer dans la carrière ecclésiastique, il se rendit en 1690 à Venise et ensuite à Padoue pour y acquérir sous les plus habiles professeurs les connaissances nécessaires à cet état. Une savante dissertation sur la condition des esclaves chez les Lombards commença sa réputation, et la place de bibliothécaire du cardinal Imperiali fut son premier pas vers la fortune ; il en alla prendre possession à Rome, en 1697, et fut bientôt admis aux doctes réunions qui se formaient chez les prélats Severoli, Ciampini et chez plusieurs cardinaux amis et protecteurs des lettres. Ayant reconnu qu’il lui manquait pour y réussir complètement d’être plus instruit qu’il ne l’était dans la langue grecque, ce fut seulement alors qu’il en fit une étude approfondie ; il apprit aussi du savant antiquaire Fabretti à connaître, lire et expliquer les anciennes inscriptions. Ses recherches se tournèrent principalement vers l’histoire ecclésiastique ; il ne tarda pas à donner des preuves de son savoir dans l’Académie qui s’assemblait au palais de la Propagande et qui en portait le nom ; mais il n’en suivait pas avec moins d’ardeur quelques travaux purement littéraires ; et conservant toujours son goût pour la poésie et l’admiration presque exclusive qu’il avait eue pour le Tasse dès sa première jeunesse, il fit imprimer à Rome une défense de l’Aminta, dans le temps même où il paraissait le plus occupé de recherches sur des questions d’histoire ecclésiastique et de droit canonique. Il avait aussi entrepris la défense de la tragédie du Tasse intitulée : Il re Torrismondo, mais il abandonna cette entreprise. Le pape Clément XI, qui avait à cœur de rendre à l’université romaine tout son éclat, y nomma Fontanini professeur d’éloquence. Le discours latin Sur l’utilité et la dignité des belles-lettres, qu’il prononça en prenant possession de cette chaire, eut un grand succès, et obtint le suffrage de l’illustre Bayle, à qui il en avait adressé un exemplaire. Il était dès lors en correspondance avec les savants les plus célèbres de presque toutes les parties de l’Europe ; l’ouvrage du P. Mabillon sur la Science diplomatique ayant été attaqué en 1703 avec autant d’aigreur que de présomption par le jésuite Germon, dans son traité De veteribus regum Francorum diplomatibus, Fontanini prit la défense du savant bénédictin et de la science en général, dont ce jésuite avait tenté d’ébranler les bases en osant soutenir que la plupart titres et des diplômes étaient faux et controuvés, à peu près comme le P. Hardouin, son confrère, avait prétendu que les chefs-d’œuvre de l’antiquité grecque et latine avaient été forgés par des bénédictins du XIe siècle. Il n’en fallut pas davantage pour exciter contre Fontanini les journalistes de Trévoux et tous les écrivains membres de la société ou ses partisans. Ils écrivirent durement contre lui et contre Marcantonio Gatti et Domenico Lazzarini, qui avaient pris sa défense. Il semblait fait pour ces sortes de combats, et ne s’effrayait ni de la violence ni du nombre de ses adversaires. « Que les hommes me traitent comme ils voudront, disait-il, pourvu que la vérité soit pour moi. » Il prit avec le même courage le parti de Tillemont, dont l’Histoire ecclésiastique était l’objet de critiques si animées, qu’on ne parlait de rien moins que d’en obtenir la suppression. Le pape, qui haïssait jusqu’au nom des jansénistes, l’eût peut être prononcée ; mais les raisons alléguées par Fontanini le désarmèrent, et il lui sut même bon gré de son zèle à défendre la vérité. L’espèce de patronage, qu’il exerçait à l’égard de quelques autres savants persécutés pour les mêmes opinions que Tillemont, et dont il recherchait la correspondance, dont il lisait et faisait valoir les lettres apologétiques et les mémoires, dont il vantait hautement les talents et le savoir, le firent accuser par les jésuites d’être à Rome le partisan et le fauteur du jansénisme ; il ne tint aucun compte de ces accusations et continua d’agir et d’écrire comme il avait commencé.
Son fameux Traité de l’Eloquence italienne lui attira des controverses d’une autre espèce. Il le fit paraître pour la première fois en 1706 ; les critiques qu’il essuya et ses propres réflexions lui firenten apercevoir un grand nombre d’erreurs et d’omissions qu’il y avait commises ; après trois ou quatre éditions qu’il avait progressivement améliorées, il le refondit presque en entier trente ans après, l’année même de sa mort. Il est divisé en trois parties : la première a pour objet l’origine et les progrès de la langue italienne ; la seconde, son accroissement par les ouvrages qui y ont été écrits ; dans la troisième est rangée avec ordre et dans une classification régulière une bibliothèque des livres classiques italiens de tous les genres, avec des notes bibliographiques et littéraires. Lorsqu’il parut dans ce nouvel état, l’auteur fut encore loin d’être à l’abri de la censure. La principale de celles dont il fut l’objet eut pour auteur Apostolo Zeno ; ce célèbre littérateur était pourtant son ami, mais il avait pour la vérité un zèle égal au sien : et malgré leur ancienne amitié, malgré la douceur habituelle de son caractère, il fut entraîné, par le ton dur et amer que Fontanini avait souvent mis dans ses jugements, à mettre aussi de l’amertume et de la dureté dans ses critiques. D’ailleurs Fontanini, qui était très-irascible et qui rompait facilement ses liaisons les plus intimes, s’était brouillé avec Muratori et Maffei et avait su mauvais gré à Zeno d’être resté leur ami. Zeno lui avait fourni un nombre infini de notes et d’observations pour la dernière édition de son ouvrage ; Fontanini en avait fait usage sans dire un mot de ce service et avait même lancé contre lui quelques traits de critique ; ce fut ce qui fit sortir Apostolo Zeno de sa modération ordinaire, et ce qui nous a valu l’excellent ouvrage de critique connu sous le nom de Notes sur la Bibliothèque de Fontanini.
Une discussion qui s’éleva entre l’empereur Joseph Ier et le Pape, au sujet de la ville de Comacchio, fournit à Fontanini l’occasion de donner de nouvelles preuves de son zèle pour les intérêts du Saint-Siège et d’en recueillir les fruits. Il écrivit très-savamment pour appuyer les prétentions du pape sur cette ville et pour combattre celles de l’empereur. Muratori n’écrivit pas moins savamment pour la cause contraire, Le second mit dans cette question la modération et le calme qui lui étaient naturels ; le premier la véhémence et la passion qu’il mettait à tout. Cette violence nuisit plus à la cause du pape qu’elle ne la servit. L’empereur Joseph resta en possession de Comacchio ; mais ce qui fait croire qu’au fond il avait tort, c’est que Charles VI, son successeur rendit cette ville au pape Benoît XIII ; ce qu’il n’eût pas fait sans doute s'il avait eu le droit de la garder. Clément XI voulut cependant reconnaître le dévouement et le talent que Fontanini avait montrés dans cette affaire ; il le fit un de ses camériers apostoliques et joignit plusieurs riches bénéfices à ce titre d’honneur. Encouragé par ces récompenses, Fontanini, après avoir publié quelques autres ouvrages sur différents sujets d’érudition, résolut de se consacrer totalement à ceux d’antiquité ecclésiastique, et obtint du pape la permission de voyager dans toute l’Italie pour en rechercher les monuments et puiser de nouvelles lumières auprès des hommes les plus versés dans cette science. Il recueillit dans ce voyage de nombreux témoignages d’estime et beaucop de titres et de monuments relatifs au but qu’il se proposait. De retour à Rome, il reçut l’ordre d'en faire un premier usage en prouvant que les pontifes romains avaient eu la suzeraineté sur le duché de Parme et Plaisance, droit qui venait d’être méconnu dans le traité conclu au mois de 1718 entre l’empereur, les rois France et d’Angleterre et la république Batave ; il y était stipulé que si la famille Farnèse venait à manquer, ce duché, comme fief impérial, tomberait dans la possession de l’empereur. Fontanini soutint cette cause avec autant de savoir, mais aussi avec la même liberté et les mêmes emportements que la précédente. Malheureusement pour lui Clément XI mourut. Innocent XIII désapprouva hautement cette manière de plaider pour le Saint-Siège : il priva Fontanini du logement qu'il occupait dans le palais ; et la disgrâce, en un mot, fut le fruit d’un travail dont l’auteur avait espéré l'augmentation de son crédit et de sa fortune. Il se retira sans se plaindre, se consola par l’étude. se procura par les amis puissants qu’il avait à la cour Rome, des occasions de la servir par des conseils utiles et par de savants écrits ; enfin il touchait au moment où Innocent XIII devait le rappeler auprès de lui, quand la mort de ce pape lui donna Benoît XIII pour successeur.
Le nouveau pontife, qui avait toujours eu de la bienveillance pour Fontanini, ne tarda point à lui en faire sentir les effets ; il le fit archevêque titulaire d’Ancyre (de) et chanoine de Sainte-Marie-Majeure ; il y ajouta bientôt un office de secrétaire du visa et une assez forte pension sur les revenus de l’évêché de Cénéda. Enfin il lui fut assigné un logement au mont Quirinal, l’un des plus beaux quartiers de Rome, pour qu’il pût s’y livrer tranquillement et commodément à ses travaux. Fontanini put alors terminer plusieurs dissertations sur des sujets d’érudition ecclésiastique qu’il fit paraître successivement. Il était d’ailleurs toujours prêt à donner, sur toutes les questions de droit canonique, tous les éclaircissements que pape lui faisait demander. Ce pontife lui confia un travail plus important : celui d’une nouvelle édition des cinq livres de décrétales connus sous le titre de Décret de Gratien, rédigés dans un meilleur ordre, accompagnés d’une préface historique et critique, de notes ou de scolies et de tables ; il ne lui fallut pas moins de seize mois pour achever cette grande entreprise, dans laquelle il fut encore aidé par deux savants théologiens, Tommaso Vincenzo Moniglia et Domenico Giorgi. Il en avait formé depuis quelques années une autre qu’il ne croyait pas moins utile ; c’était une réimpression des Morales de S. Grégoire, traduites en italien par Zanobi da Strada, contemporain de Pétrarque, purgée de toutes les fautes dont cette vieille traduction était remplie et accompagnée de notes explicatives. Il en avait déjà publié un volume in-4° à Rome en 1714 ; le second y avait paru en 1721, et le troisième en 1725 ; il publia le quatrième et dernier en 1730. L’idée de ce travail était fort bonne ; mais on peut voir dans les notes d’Apostolo Zeno sur la Bibliothèque de Fontanini, t. II, p. 469 à 475, combien de choses manquent à l’exécution. Une nouvelle disgrâce vint troubler dans sa vieillesse le repos dont il jouissait. Les évêques d’Arezzo prétendaient avoir droit de porter le pallium ; il soutint dans un écrit non imprimé qu'on devait leur refuser ce droit ; le cardinal Lorenzo Corsini, qui les y croyait fondés, devint pape : il chassa Fontanini du palais Quirinal et lui donna plusieurs autres preuves de sa colère. Fontanini se réfugia, comme la première fois, dans le sein de l’étude ; ce fut alors qu’il se livra de suite et avec son ardeur accoutumée à la rédaction d’un ouvrage dont il avait amassé depuis longtemps les matériaux. l’Histoire des savants du Frioul ; il venait d’en terminer le premier volume, qui contient l’Histoire littéraire d'Aquilée, lorsque la mort le surprit : il mourut d’apoplexie le 15 avril 1736. Son neveu, Domenico Fontanini, l’assista dans ses derniers moments ; il recueillit et mit en ordre ses papiers, publia quelques années après le volume d’Histoire littéraire du Frioul, qui était seul achevé, et prit soin de faire transporter et placer convenablement à San Daniele la bibliothèque entière de son oncle, que celui-ci avait léguée par son testament à cette ville où il était né.

## Œuvres
Les principaux ouvrages de ce savant et laborieux écrivain sont, en latin :
- Vindiciæ antiquorum diplomatum adversus Bartholomæi Germonii dissertationem, libri II, Romæ, per Franciscum Gonzagam, 1705 (lire en ligne).
- Bibliothecæ card. Imperialis catalogus, secundum auctorum cognomina, ordine alphabetico dispositus, Rome, 1711, in fol. : livre de bibliographie très-curieux et que l’auteur avouait lui avoir coûté beaucoup de peine et plusieurs années de travail.
- De antiquitatibus Hortæ coloniæ Etruscorum, libri III, Rome, 1713, in-4°, inséré par Burmann, t. VIII de son Thesaurus antiq. ital.
- Dissertatio de corona ferrea Longobardorum, Rome, 1717, in-4°, et t. IV du Thesaurus antiq. ital.
- Discus votivus argenteus commentariolo illustratus, Rome, Rocco Bernabò, 1728 (lire en ligne).
- Achates isiacus annularis commentariolo illustratus, Rome, 1728, in-4°.
- De corpore S. Augustini Ticini reperto in confessione ædis S. Petri in Cœlo Aureo disquisitio, Rome 1728, in 4° de 144 pages ; ouvrage composé par ordre de Benoît XIII pour terminer la discussion élevée entre les chanoines réguliers et les ermites de Saint-Augustin, qui possédaient en commun la Basilique San Pietro in Ciel d'Oro a Pavie, dans la chapelle de laquelle on avait découvert en 1695 les reliques du saint docteur. On trouve un précis de cette dissertation dans les Mémoires de Trévoux, mars 1731.
- De S. Petro Urseolo duce Venetorum dissertatio, Rome, 1730, in-4°
- Historiæ literariæ Aquilejensis lib. V ; accedit dissertatio de anno emortuali S. Athanasii patriarchæ alexandrini, necnon virorum illustrium provinciæ Fori Julii catalogus, Rome, 1742, in-4°.

En italien :
- Delle masnade ed altri servi secondo l’uso de' Longobardi, Venise, Girolamo Albrizzi, 1698 (lire en ligne).
- L’Aminta di Torquato Tasso difeso e illustrato, Rome, 1700, in-8°, et Venise, 1730, in-8°, avec les notes critiques d’un académicien de Florence (Uberto Benvoglienti), et la réponse de Fontanini.
- Dell'eloquenza italiana, ragionamento steso in una lettera all'illustrissimo sig. marchese Gian Giuseppe Orsi, Rome, 1706, in-4° ; Cesena, 1724, in-4° ; Rome, 1726, in-4°, édition publiquement désavouée par l'auteur ; Venise, 1727, in-8°, et enfin Rome, 1736, in-4° édition tellement augmentée que l’ouvrage est en quelque sorte nouveau ; il porte aussi un nouveau titre : Della eloquenza italiana di monsig. Giusto Fontanini, Arcivescovo d'Ancira, lib. tre. Ce fut le neveu de l’auteur qui acheva de préparer et fit paraître cette édition, que son oncle avait à peine commencée lorsqu’il mourut. C’est la seule que l’on recherche quand on ne veut avoir que l’ouvrage même de Fontanini ; mais il у faut joindre l’édition de la Bibliothèque en particulier, avec les notes d’Apostolo Zeno, dont nous avons parlé dans cet article.
- Il Dominio temporale della Sede Apostolica sopra la città di Comacchio, colla difesa del medesimo dominio, Rome, 1709, in-fol. Difesa seconda del Dominio temporale della Sede Apostolica sopra la detta città, Rome, 1711, in-fol. Confutazione d'un libro italiano e francese sparso in Germania intorno a Comacchio, Rome, 1711. Risposta a varie scritture contro la S. Sede in proposito di Comacchio, Rome, 1720. Si l’on veut connaître tout le zèle que monsig. Fontanini mettait à défendre la puissance temporelle de la cour de Rome et toute la science qu’il employait à soutenir cette cause tantôt gagnée et tantôt perdue, on doit joindre à ces quatre plaidoyers celui qu’il publia au sujet de Parme et qui ne lui réussit pas aussi bien : Istoria del Dominio temporale della Sede Apostolica del ducato di Parma e Piacenza, Rome, 1720, in-fol.